# شاهزاده‌نشین کاپوآ

شاهزاده‌نشین کاپوآ (به لاتین:Principatus Capuae or Capue, Italian Principato di Capua) ایالتی لمبارد بود که در جنوب ایتالیا قرار داشت. این حکومت عملاً مستقل بود اگرچه، تحت سرپرستی امپراتوری مقدس روم و امپراتوری روم شرقی قرار داشت. این ناحیه در ابتدا یک ایالت بود ولی بعدها در شاهزاده‌نشین سالرنو ادغام گردید.

## منبع
- Principality of Capua